# Oźna
Oźna (953 m) – szczyt w grupie Wielkiej Raczy w Beskidzie Żywiecko-Kisuckim, wchodzący w skład jednego z jej bocznych grzbietów. Jest najwyższym ze szczytów w grzbiecie, który znajduje się pomiędzy Skalanką i Kikulą. Ma dwa wierzchołki; północno-zachodni 952 m i południowo-wschodni 953 m. Przez Oźną biegnie granica polsko-słowacka, jednak nie przez jej szczyt, lecz jej zachodnimi stokami w odległości około 1,2 km od szczytu. Najwyżej położone miejsce, którym przebiega granica na Oźnej nazywa się Beskidem Wrzeszczowskim (Beskidem Granicznym). W północne i północno-wschodnie stoki Oźnej wcinają się dolinki potoków uchodzących do Słanicy, południowe opadają do potoku Radeczki, w kierunku wschodnim natomiast od szczytu Oźnej biegnie grzbiet z wierzchołkami: Kłokocz, Sobańskie, Burów Groń, Łysica, Słowików Groń. Północne stoki tego grzbietu opadają do doliny potoku Słanica, południowe do doliny potoku Rycerskiego i jego dopływu – potoku Radeczki.
Przez Oźną prowadzi szlak turystyczny. Partie grzbietowe są częściowo bezleśne, dzięki czemu widokowe. Na południowym stoku Oźnej położone jest schronisko PTSM, znajdujące się w dawnej szkole. Oźna znajduje się w granicach miejscowości Rycerka Górna w województwie śląskim, w powiecie żywieckim, w gminie Rajcza. W regionalizacji fizycznogeograficznej Polski według Jerzego Kondrackiego Grupa Wielkiej Raczy zaliczana jest do Beskidu Żywieckiego, w nowszej polskiej regionalizacji z 2018 roku do Beskidu Żywiecko-Kisuckiego.
Nazwę Oźna (jako Ożna) podawał już Andrzej Komoniecki (1658–1728), autor „Chronografii albo Dziejopisu Żywieckiego”.

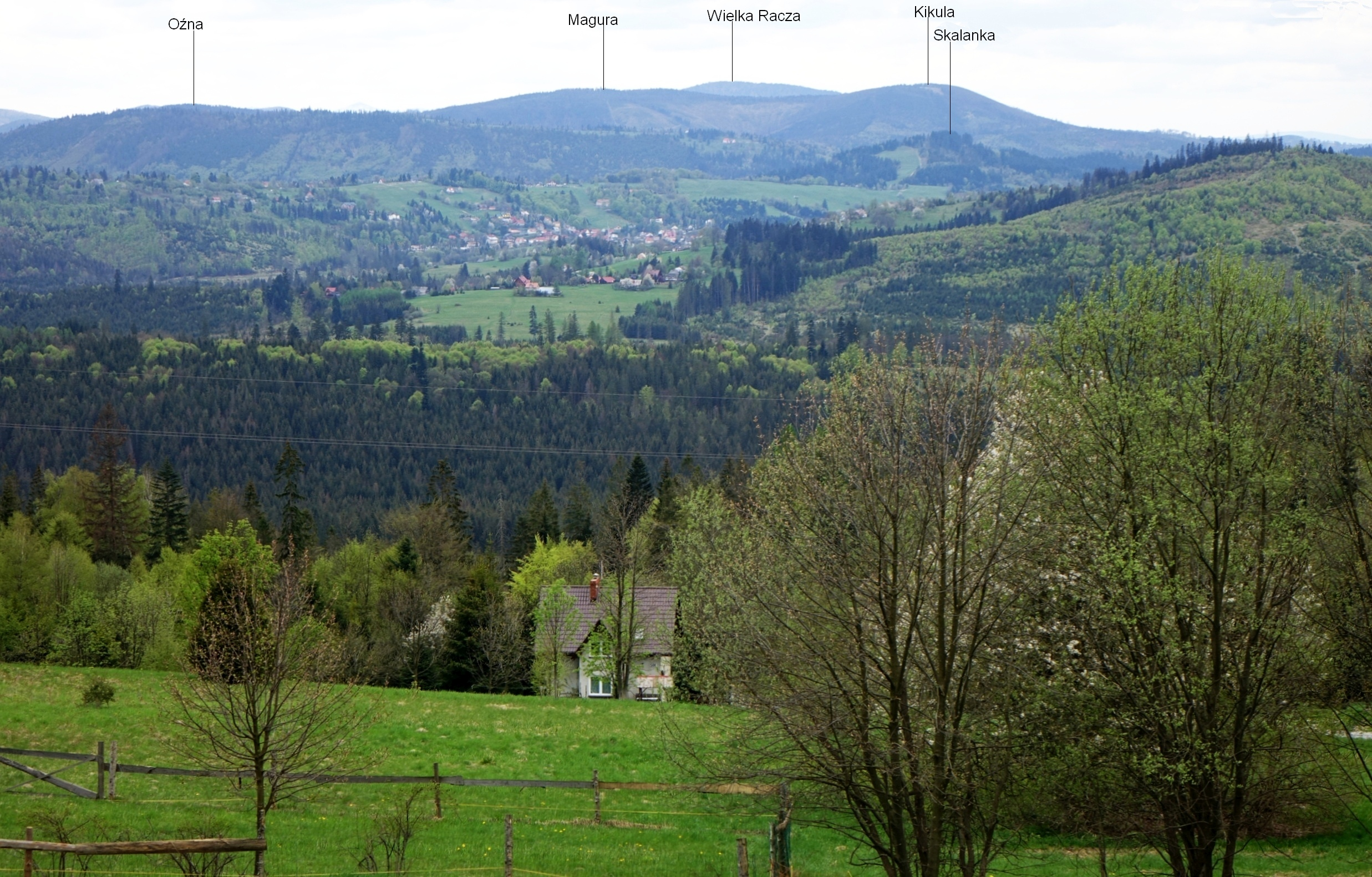
Widok na Oźną z Koniakowa